# 以色列童軍與女童軍聯盟

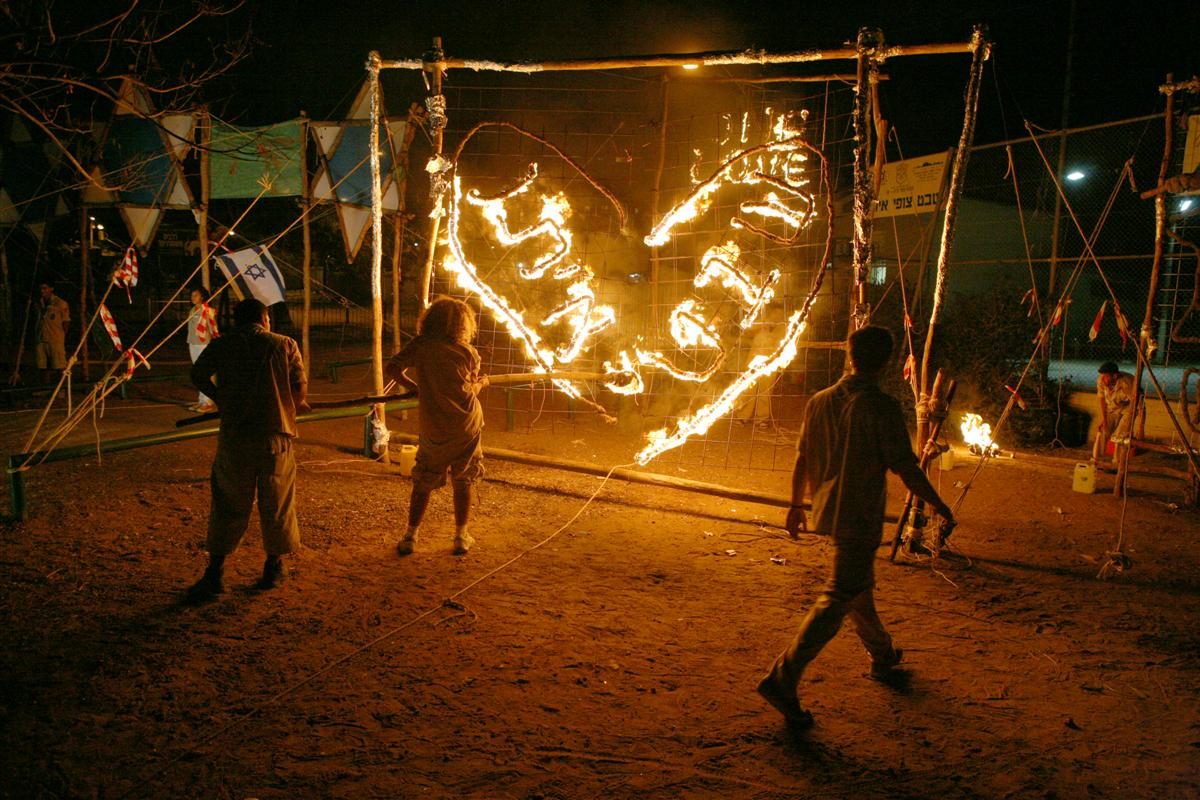
以色列童軍的營火儀式。

以色列童軍與女童軍聯盟（希伯來語：‎）是以色列境內6個童軍組織的聯盟。部分90,000名男孩與女孩參與了該聯盟底下的童軍組織。

## 歷史
以色列第1個童軍與女童軍團創立於1919年。1954年，該聯盟成立，且受到以色列教育部的贊助。1951年，以色列童軍運動成為世界童軍運動組織的成員，1963年成為世界女童軍總會的一員。
2009年，以色列童軍慶祝成立90週年。為了紀念這個時刻，以色列總理本雅明·内塔尼亚胡接見了以色列童軍成員，述說他曾在年輕時於耶路撒冷參加莫迪因的童軍團。

## 宗旨
以色列境內的童軍團皆為男女混合。該聯盟包含了猶太人、穆斯林阿拉伯人、阿拉伯基督徒與德魯茲派童軍團，並歡迎任何種族、膚色、信仰與社經地位的伙伴。以色列的童軍來自於所有以色列各社群的人。
此聯盟的目標為：
- 為以色列境內所有童軍主體服務，包容在同一屋簷底下。
- 加強以色列童軍運動在政府方面的地位。
- 在所有童軍活動組織，特別是猶太人、阿拉伯人與德魯茲派童軍之間創造合作管道。
- 加強在阿拉伯人、猶太人與德魯茲派之間的社會價值、共存與寬容的教育精神，忠於國家，並基於真誠與尊重，培養正義感、互助與人際關係，著重於自我實現。
- 發展與協調以色列童軍與世界童軍運動組織、各國童軍運動的關係。
- 協助發展與培養各種童軍組織中青少年族群的各童軍階段，以承擔組織與運作童軍團的責任。

## 成員組織
本聯盟的成員組織為：
- 以色列希伯來人童軍運動（英语：Hebrew Scouts Movement in Israel）：80,000名成員。
- 以色列德魯茲派童軍總會（英语：Israel Druze Scouts Association）：5,000名成員。
- 以色列天主教童軍總會（英语：Catholic Scout Association in Israel）：3,000名成員。
- 以色列穆斯林童軍總會（英语：Israel Muslim Scouts Association）：2,000名成員。
- 基督宗主教童軍總會（英语：Christian Orthodox Scout Association）：2,500名成員。
- 阿拉伯學校童軍總會（英语：Arab School Scouts Association）：13,000名成員。

## 外部連結

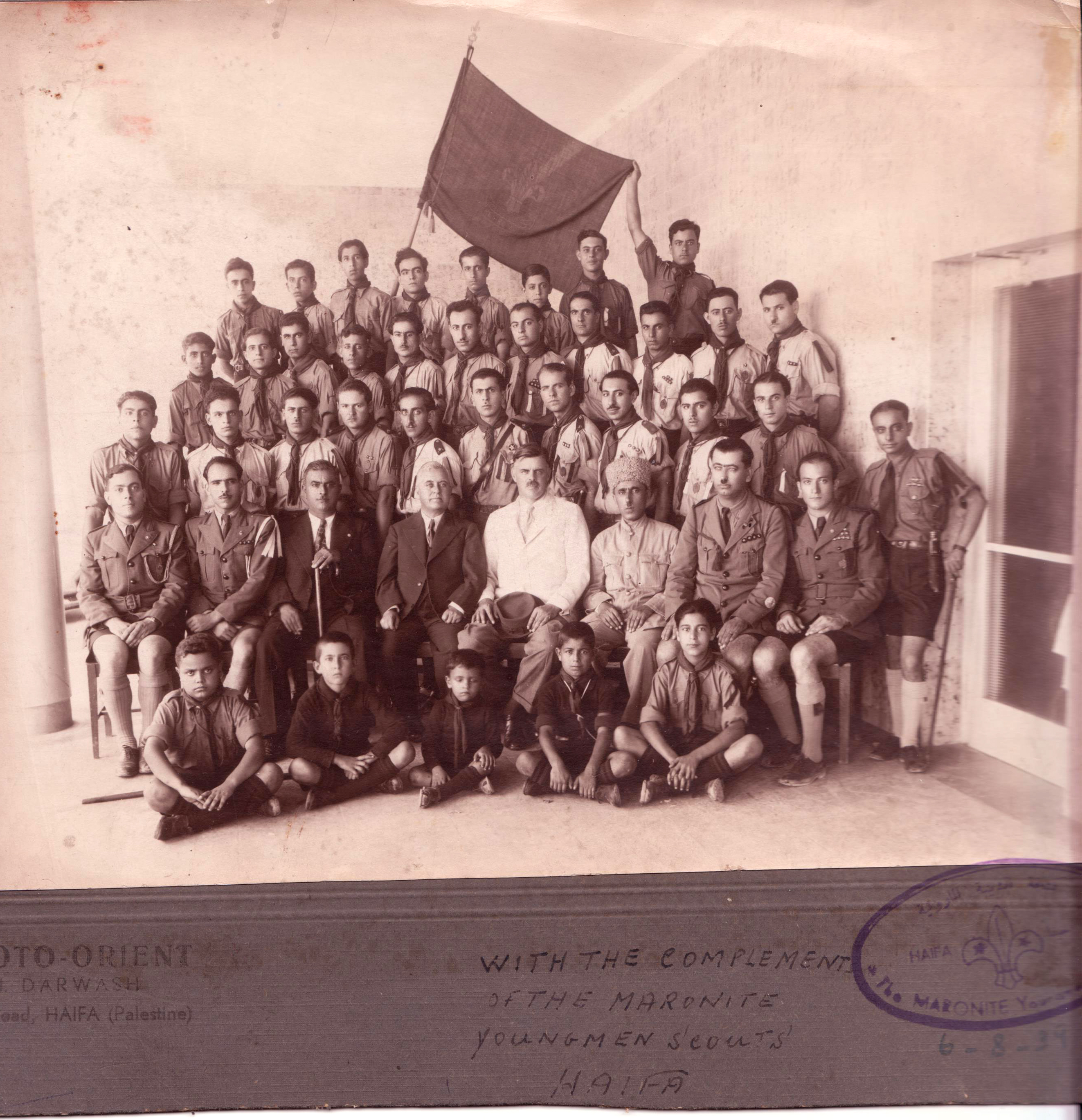
1939年的海法馬龍派童軍。中央者為海法總醫官約翰·麥肯 (以色列)。

- The Hebrew Scouts Movement in Israel（页面存档备份，存于） (Hebrew)
- Friends of Israel Scouts, Inc. - Tzofim（页面存档备份，存于）
- Catholic Scout Association in Israel
- Christian Orthodox Scout Association